# 87e division d'infanterie (France)
Pour les articles homonymes, voir 87e division.
La 87e division d'infanterie est une division d'infanterie de l'armée de terre française qui a participé à la Première Guerre mondiale.

## Les chefs de la87edivisiond'Infanterie
- 5 avril 1917 - 2 juin 1918 : Général Arlabosse
- 2 juin 1918 : Général Dhers

## Première Guerre mondiale

### Composition
- Infanterie :

72e Régiment d'Infanterie d'avril 1917 à novembre 1918
91e Régiment d'Infanterie d'avril 1917 à novembre 1918
136e Régiment d'Infanterie d'avril 1917 à novembre 1918
300e Régiment d'Infanterie Territoriale de juillet 1917 à novembre 1918
- Cavalerie :

1 escadron (d'avril 1917 à juillet 1918), puis 2 escadrons du 11e régiment de dragons
- Artillerie :

2 groupes (avril - juillet 1917), puis 3 groupes de 75 du 269e régiment d'artillerie de campagne
104e batterie de 58 du 58e régiment d'artillerie de campagne d'avril 1917 à janvier 1918
101e batterie de 58 du 269e régiment d'artillerie de campagne janvier à juillet 1918
5e groupe de 155C du 133e régiment d'artillerie à partir de juillet 1918

### Historique

#### 1917
- 5 avril : constitution : provient de la  87e DIT, transformée en DI active.
- 5 avril – 12 mai : repos vers Compiègne ; à partir du 11 avril, transport par V.F. à Vesoul ; organisation et instruction.
- 12 – 20 mai : transport par V.F. dans la région de Montdidier, puis mouvement vers Golancourt.
- 20 mai – 9 juin : occupation d'un secteur vers Selency et Pontruet (relève d'éléments britanniques).

7 juin : attaque locale allemande.
- 9 – 21 juin : retrait du front et repos vers Golancourt ; à partir du 19 juin, transport par camions dans la région de Fismes.
- 21 juin – 10 juillet : occupation d'un secteur vers la ferme de la Bovelle et Courtecon : violentes attaques allemandes.
- 10 juillet – 15 août : retrait du front ; repos et instruction vers Mareuil-sur-Ourcq.
- 15 août – 12 septembre : mouvement vers le front, et, à partir du 18 août, occupation d'un secteur vers la ferme Malval et l'Epine de Chevregny.
- 12 septembre – 9 octobre : retrait du front ; repos vers Fère-en-Tardenois.
- 9 octobre – 9 novembre : occupation d'un secteur vers la ferme Malval et l'Epine de Chevregny. Eléments engagés, du 23 au 27 octobre, dans la Bataille de la Malmaison : attaques sur le plateau de Vaumaires.

28 octobre : contre-attaques allemandes ; organisation des positions conquises.
- 9 – 26 novembre : retrait du front, repos vers Jouaignes, puis, le 16 novembre, vers Grand-Rozoy.
- 26 novembre – 19 décembre : mouvement vers le front et occupation d'un secteur vers Pargny-Filain et les Vaumaires.
- 19 décembre 1917 – 17 janvier 1918 : retrait du front, transport par camions dans la région de Mairy-sur-Marne ; repos et instruction. À partir du 6 janvier 1918, travaux et instruction vers Chepy, Courtisols et Suippes.

#### 1918
- 17 janvier – 30 mars : occupation d'un secteur entre le Téton et Auberive-sur-Suippe, réduit à droite, du 2 au 27 mars, jusqu'au chemin de Prosnes à Vaudesincourt : 12 mars, attaque allemande à l'ouest de Vaudesincourt.
- 30 mars – 31 mai : retrait du front, mouvement, par Ay, Romain et Pont-Sainte-Maxence, vers le sud d'Amiens ; repos, instruction et travaux.
- 31 mai – 12 juillet : transport par camions vers la forêt de Villers-Cotterêts ; travaux. Le 2 juin, le général Arlabosse, commandant la division est terrassé par une hémorragie cérébrale alors qu'il monte au combat avec la division (source : mémoires personnelles de son fils Jean Arlabosse). Il est transporté mourant à Clermont. À partir du 3 juin, occupation d'un secteur vers le nord de Longpont et la ferme de Vertefeuille, déplacé à gauche, le 12 juin, vers la ferme Chavigny et Saint-Pierre-Aigle : 12 et 13 juin, combats violents, puis organisation du front.
- 12 – 18 juillet : retrait du front ; repos vers Pont-Sainte-Maxence.
- 18 juillet – 4 août : mouvement vers le front. Engagée vers Buzancy et Villemontoire, dans la  2e Bataille de la Marne : poursuite de l'ennemi jusqu'à l'Aisne, à l'est de Soissons.
- 4 – 20 août : retrait du front, repos vers Villers-Cotterêts, et, à partir du 14 août, vers Dammartin-en-Goële. Puis transport par V.F. dans la région d'Épinal.
- 20 – 31 août : mouvement vers le front et occupation d'un secteur entre la vallée de la Fave et la Chapelotte.
- 31 août – 17 octobre : retrait du front, mouvement vers Lunéville et occupation d'un secteur dans la région Emberménil, le Sânon.
- 17 octobre – 11 novembre : retrait du front, mouvement par étapes vers Gerbéviller, puis, à partir du 21 octobre, transport par camions au sud-ouest de Sainte-Menehould. À partir du 30 octobre, mouvement vers Monthois, puis, à partir du 7 novembre, vers Bouy, où la 87e D.I. se trouve lors de l'armistice.

### Rattachements
Affectation organique : Isolée d'avril 1917 à novembre 1918
- 1re armée

3 – 31 mai 1918
- 3e armée

5 - 14 avril 1917
12 - 25 mai 1917
1er juin 1917
9 - 17 juin 1917
- 4e armée

21 décembre 1917 – 12 avril 1918
21 octobre - 11 novembre 1918
- 5e armée

23 avril 2 mai 1918
- 6e armée

26 mai – 8 juin 1917
18 juin - 20 décembre 1917
13 - 22 avril 1918
- 7e armée

15 avril - 11 mai 1917
- 8e armée

31 août - 20 octobre 1918
- 10e armée

2 juin - 14 juillet 1918
18 juillet - 14 août 1918